# Ali Stroker
Alyson Mackenzie Stroker (Ridgewood, 16 de junho de 1987) é uma atriz e cantora estadunidense. Ela foi a primeira atriz cadeirante a ganhar um prêmio Tony.

## Vida pessoal
Stroker é bissexual e namorou Dani Shay, participante do The Glee Project em 2012. Ela compareceu ao Tony Awards 2019 com seu companheiro, o diretor de teatro e ator David Perlow. Eles começaram a namorar em 2015 e são diretores fundadores do ATTENTIONTheatre.

### Filmografia
| Ano       | Título                                 | Papel                | Nota(s)                                     |
| --------- | -------------------------------------- | -------------------- | ------------------------------------------- |
| 2011      | I Was a Mermaid and Now I'm a Pop Star | Garota na festa      | curta-metragem                              |
| 2012      | The Glee Project                       | Ela mesma            | 12 episódios                                |
| 2013      | Glee                                   | Betty Pillsbury      | Episódio: "I Do"                            |
| 2014      | Cotton                                 | Jeanie               |                                             |
| 2014–2015 | Faking It                              | Wendy                | 3 episódios                                 |
| 2017      | Ten Days in the Valley                 | Tamara               | 3 episódios                                 |
| 2018      | Lethal Weapon                          | Nina                 | Episódio: "Funny Money"                     |
| 2018      | Drunk History                          | Judith Heumann       | Episódio: "Civil Rights"                    |
| 2018      | Instinct                               | Ella                 | Episódio: "Secrets and Lies"                |
| 2019      | Charmed                                | First Auditionee     | Episódio: "Witch Perfect"                   |
| 2020      | BoJack Horseman                        | (voz)                | Episódio: "Angela"                          |
| 2020      | Helpsters                              | Basketball Brianna   | Episódio: "Basketball Brianna/Heart's Fish" |
| 2020      | The Bold Type                          | Olivia               | Episódio: "Leveling Up"                     |
| 2020      | Christmas Ever After                   | Izzi Simmons         | Telefilme                                   |
| 2021      | Blue Bloods                            | Det. Allison Mulaney | Episódio: "Redemption"                      |